# Studnia Dolnorynkowa w Lwówku Śląskim
Studnia Dolnorynkowa – istniejąca najprawdopodobniej już od I poł. XIX wieku zabytkowa studnia miejska w Lwówku Śląskim (województwo dolnośląskie, powiat lwówecki) zlokalizowana we wschodniej części Dolnego Rynku.

## Historia studni
Jedna z kilku istniejących niegdyś studni i fontann na lwóweckim rynku; służyła już prawdopodobnie na pocz. XIX wieku i zaopatrywała pobliskich mieszkańców w wodę.
Górna część zabytkowej, kamiennej cembrowiny zalega 30 cm pod współczesnym poziomem bruku. Średnica wewnętrzna obmurowania studni wynosi ok. 145 cm, a wymiary zewnętrznej średnicy liczą ok. 205 cm. Studnię wykonano w pierwszej połowie XIX wieku z ciosów piaskowcowych, które spojono w górnej części zaprawą wapienną. Studnię wyposażono wówczas w ręczną pompę abisyńską, która została później rozebrana wraz z pozostałą częścią nadziemną studni w latach 1925–1926, kiedy to na Dolnym Rynku miało miejsce położenie nowego bruku. Do 2019 roku wydawać się mogło, że ślad po lwóweckiej studni zaginął. Zapomniany obiekt został odkryty w związku z pracami ziemnymi mającymi na celu przebudowę nawierzchni Placu Wolności w listopadzie 2019 roku. Po wstępnych oględzinach obiektu przez władze miasta i stwierdzeniu dobrego stanu, a także walorów zabytkowych Studni Dolnorynkowej, zapadła decyzja o podjęciu prac zabezpieczających i eksponujących zachowany, dziewiętnastowieczny obiekt. Prace przy studni na Dolnym Rynku ukończono w październiku 2020 roku. Oprócz studni, na Dolnym Rynku zostały także zamontowane tablice informacyjne m.in. zawierające informacje o historii lwóweckiej Studni Dolnorynkowej.
Od godzin wieczornych Studnia Dolnorynkowa jest iluminowana, dzięki czemu nawet w nocy można na jej dnie ujrzeć czystą wodę.